# Carl Friedrich Otto Westphal
Carl Friedrich Otto Westphal (Berlim, 23 de março de 1833 — Kreuzlingen, 27 de janeiro de 1890) foi um psiquiatra e neurologista alemão.
Filho de Otto Carl Friedrich Westphal e Caroline Friederike Heine. Cônjugue de Klara Mendelsohn e pai de Alexander Carl Otto Westphal.
Casou-se com Klara Mendelssohn em 1862.
Após o doutorado trabalhou na Charité.

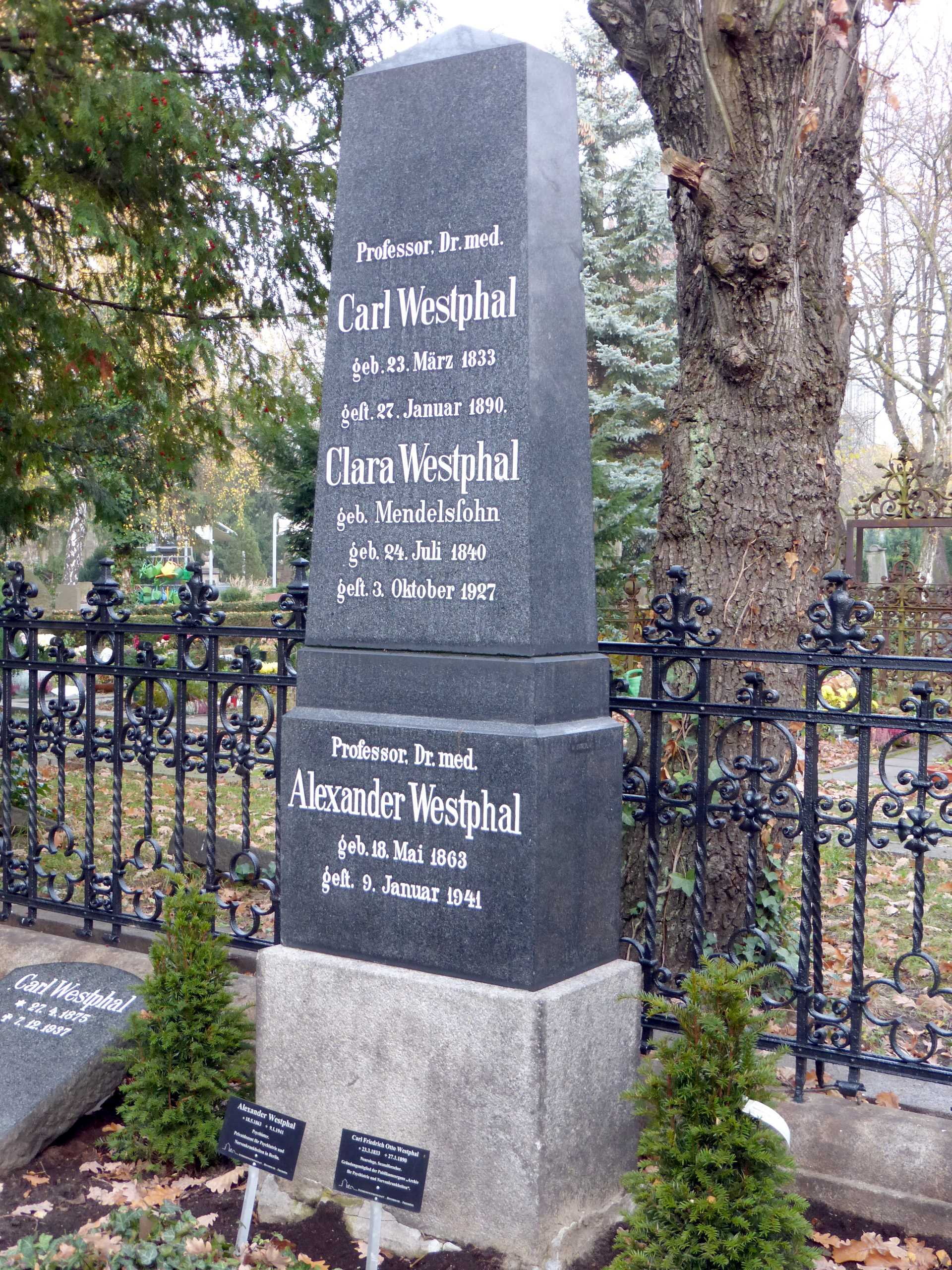
Sepultura de Carl Westphal, Friedhöfe vor dem Halleschen Tor

Sepultado no Friedhöfe vor dem Halleschen Tor em Berlim.

## Carreira acadêmica
Depois de receber seu doutorado, trabalhou no Charité em Berlim e, posteriormente, tornou-se assistente no departamento de doentes mentais de Wilhelm Griesinger (1817-1868) e Karl Wilhelm Ideler (1795-1860). Em 1869 tornou-se professor associado de psiquiatria, bem como instrutor clínico do departamento de doenças mentais e nervosas. Em 1874 obteve o título de professor titular de psiquiatria.

## Conquistas na medicina
As contribuições de Westphal para a ciência médica são muitas; em 1871 ele cunhou o termo "agorafobia", quando observou que três pacientes masculinos da sua idade demonstravam extrema ansiedade e sentimentos de pavor quando tinham de entrar em certas áreas públicas da cidade. Demonstrou também uma relação entre tabes dorsalis (degeneração nervosa na medula espinal) e a paralisia no mentalmente louco.
Westphal é creditado com a descrição de uma anomalia profunda do reflexo tendinoso em tabes dorsalis que mais tarde ficou conhecida como o "sintoma de Erb-Westphal" (nome dado com o neurologista Wilhelm Heinrich Erb (1840-1921). O seu nome é também partilhado com o neurologista Ludwig Edinger (1855-1918) em relação ao núcleo Edinger-Westphal, que é um núcleo acessório do nervo oculomotor (nervo craniano número III; CN III). Foi o primeiro médico a fornecer uma descrição clínica da narcolepsia e da cataplexia (1877). O médico francês Jean-Baptiste-Édouard Gélineau (1828-1906), também descreveu as duas doenças, cunhando o termo narcolepsia em 1880.

## Epônimos adicionais
- "Westphal-Leyden ataxia": Ataxia aguda que começa na infância. Nomeado com Ernst Viktor von Leyden. (1832-1910).
- "Sinal de Westphal": O correlato clínico da ausência ou diminuição do reflexo patelar.
- "Síndrome de Westphal": Uma forma familiar de paralisia hipocalcêmica intermitente.[1]